# Der kleine Eisbär (Film)
Der kleine Eisbär, auch Der kleine Eisbär – Der Kinofilm genannt, ist der erste große Kinofilm über Lars den kleinen Eisbären nach den Büchern von Hans de Beer, der am 4. Oktober 2001 in Deutschland veröffentlicht wurde.

## Handlung
Nachdem Lars, der kleine Eisbär, zur Welt gekommen ist, hat er panische Angst vor Wasser und ist traurig, seinen Freunden beim Spielen im Wasser immer nur zuschauen zu müssen. Nachdem er eines Tages vom Eis ins Wasser fällt und beinahe ertrinkt, wird er von Robby gerettet. Die beiden werden beste Freunde und entdecken das verschollene Schiff Mary Rose. Dies stößt nicht bei allen auf Verständnis. Um den Frieden zu wahren, wird beschlossen, dass die Robben fortan die Eisbären mit Fisch versorgen. Kurz darauf taucht der Pinguin Caruso auf. Lars und sein Vater Mika machen sich daraufhin zu einer kleinen Reise auf. Als sie am Packeisrand übernachten, bricht das Eis und Lars wird in den Süden zu einer tropischen Insel, genannt die Bunte Insel, abgetrieben. Dort lernt Lars das Flusspferd Hippo und den Adler Drago kennen. Hippo bringt ihm das Schwimmen bei. Nachdem Lars Heimweh verspürt, bringen ihn Drago und der Schwertwal Orca zurück nach Hause. In der Zwischenzeit sorgt ein hochmodernes Industriefangschiff, genannt der Schwarze Mund, für eine Fischknappheit in seiner polaren Heimat. Wieder dort angekommen, kann Lars mit seinen erlernten Schwimmfähigkeiten das Schiff außer Gefecht setzen und so den Frieden in der Region wiederherstellen. Daraufhin wird er von allen bewundert und jegliche Zwistigkeiten sind vergessen.

## Weitere Veröffentlichung
Am 4. Oktober 2001 erschien Der kleine Eisbär in den deutschen Kinos. Auch in der Schweiz, Belgien und dem Vereinigten Königreich wurde der Film im Kino veröffentlicht. Auf Video und DVD erschien der Film am 14. März 2002. Zum Film ist zusätzlich ein gleichnamiges Computerspiel für den PC veröffentlicht worden.

## Besetzung
| Figur                | Tierart           | deutsche Stimme     |
| -------------------- | ----------------- | ------------------- |
| Lars                 | Eisbär            | Mijail Verona       |
| Robby                | Robbe             | Maximilian Artajo   |
| Lena                 | Schneehase        | Adak Azdasht        |
| Greta                | Eisbär            | Jeanette Biedermann |
| Kalle                | Eisbär            | Jochen Busse        |
| Nalle                | Eisbär            | Mike Krüger         |
| Palle                | Eisbär            | Bernd Stelter       |
| Mika, Vater von Lars | Eisbär            | Ingolf Lück         |
| Mutter von Lars      | Eisbär            | Anke Engelke        |
| Sopho                | Walross           | Wolfgang Völz       |
| Manili               | Inuitmädchen      | Vanessa Petruo      |
| Caruso               | Königspinguin     | Dirk Bach           |
| Pieps                | Schneegänsekücken | Sandro Blümel       |
| Hippo                | Flusspferd        | Harry Rowohlt       |
| Drago                | Adler             | Frank Glaubrecht    |

## Produktion
An der Produktion waren die Firmen Warner Bros, Rothkirch Cartoon Film, MaBo Filmproduktion und Torus GmbH beteiligt. Die Spezialeffekte des Films übernahm die Firma AniMagix AG. Finanziell unterstützt worden ist der Film von Filmstiftung Nordrhein-Westfalen, Medienboard Berlin-Brandenburg, Mitteldeutsche Medienförderung und der Filmförderung Hamburg.

## Kritik
Das Lexikon des internationalen Films vergibt vier von fünf möglichen Sternen. Es resümiert: „Ein in Anlehnung an Hans de Beers populäre Bilderbücher farbenprächtig und aufwändig gestalteter Zeichentrickfilm, der sich ganz auf die Aufnahmefähigkeit und Erlebniswelt jüngerer Kinobesucher einlässt. Die didaktischen Fabeln um Freundschaft, Mut und Beharrlichkeit werden mehr mit still-subtiler Poesie als spektakulären ‚Sensationen‘ umgesetzt und konservieren damit weitgehend den Charme der Vorlagen.“